# Nesocodon mauritianus
Nesocodon mauritianus – gatunek roślin z rodziny dzwonkowatych reprezentujący monotypowy rodzaj Nesocodon. Jest endemitem wyspy Mauritius na Oceanie Indyjskim. Odkryty został w 1976 roku i początkowo opisany jako Wahlenberia mauritiana. Wyodrębniony został do osobnego rodzaju w 1980. Gatunek rośnie w niewielkiej liczbie okazów na stromym klifie przy wodospadzie Cascade 500 Pieds w środkowej części wyspy. Ze względu na niewielkie zasoby i wkraczanie gatunków inwazyjnych uznawany jest za wymierający. Roślina łatwa w uprawie. 

## Morfologia
PokrójNiewielki, zimozielony krzew.
LiścieSkupione na szczytach pędów.
KwiatyOkazałe, pojedyncze, szypułkowe, wyrastają w kątach liści. Korona jasnoniebieska z ciemniejszymi żyłkami, zrosłopłatkowa, dzwonkowata, z łatkami na końcach krótszymi od rurki. Pręciki wolne, przylegające do rurki korony i od niej krótsze, z pylnikami nieco krótszymi od nitek. Zalążnia trójkomorowa z 5 szkarłatnopomarańczowymi eliptycznymi miodnikami wydzielającymi jaskrawo zabarwiony nektar.
OwoceTorebki otwierające się trzema klapami.

## Systematyka
Pozycja systematyczna
Rodzaj z rodziny dzwonkowatych Campanulaceae klasyfikowany w jej obrębie do podrodziny Campanuloideae. Bywa łączony z rodzajem Heterochaenia, od którego różni się pojedynczymi kwiatami i budową owoców.